# Acordulecera
Acordulecera es un género de moscas sierra de la familia Pergidae. Hay más de 20 especies descritas en Acordulecera.

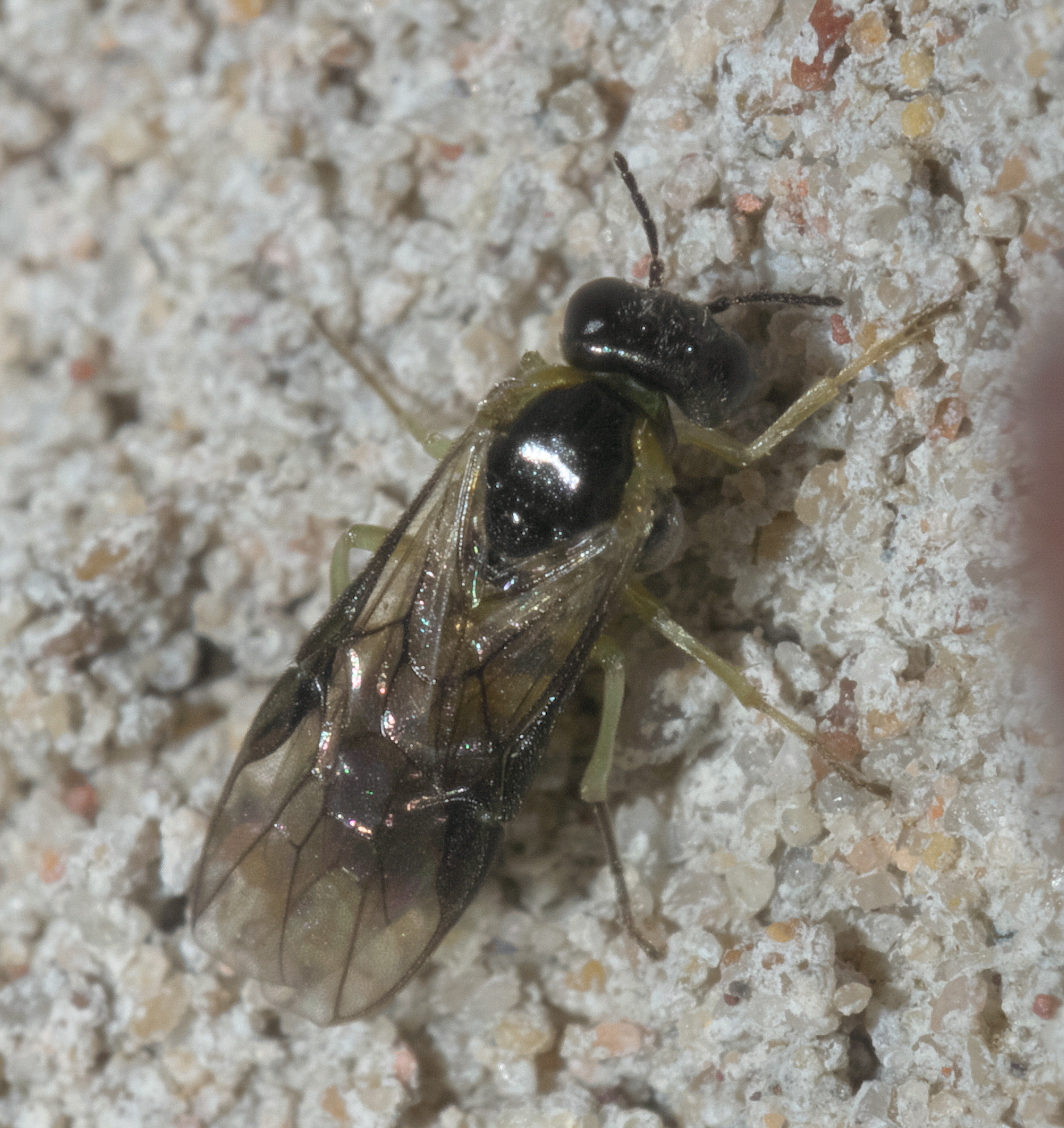

## Especies
Estas especies pertenecen al género Acordulecera:
- Acordulecera algodones Smith, 2010[5]
- Acordulecera antennata Rohwer
- Acordulecera basirufa Rohwer
- Acordulecera brevis Smith 2014[6]
- Acordulecera caryae Rohwer
- Acordulecera chilensis Smith
- Acordulecera comoa Smith 2014[6]
- Acordulecera dorsalis Say, 1836
- Acordulecera ducra Smith, 1980[7]
- Acordulecera erythrogastra Rohwer
- Acordulecera flavipes Rohwer
- Acordulecera foveata Rohwer
- Acordulecera grisselli Smith, 2010[5]
- Acordulecera hicoriae Rohwer
- Acordulecera irwini Smith 2016[8]
- Acordulecera knabi Rohwer
- Acordulecera longica Smith
- Acordulecera maculata
- Acordulecera mellina
- Acordulecera montserratensis Smith
- Acordulecera munroi Smith 1980[7]
- Acordulecera nigrata Rohwer
- Acordulecera nigritarsis Rohwer
- Acordulecera parva Rohwer
- Acordulecera portiae Rohwer
- Acordulecera quercus Rohwer
- Acordulecera sahlbergi (Forsius, 1925)
- Acordulecera scutellata Rohwer
- Acordulecera sonoita Smith, 2010[5]
- Acordulecera tristis Smith 2014[6]
- Acordulecera whittelli Smith, 2010[5]
- Acordulecera willei Smith 1980[7]